# Abag
Abag (en mongol: Авга, romanizado: Abaɣ ; en chino, 阿巴嘎; pinyin, Āba'g) es una bandera bajo la administración directa de la Liga Xilin Gol en la Región autónoma de Mongolia Interior  , República Popular China.  Su área es de 27 473 km² y su población total para 2010 superó los 43 mil habitantes.

## Toponimia
El nombre Abag evolucionó a partir de una tribu antigua. "los abaguitas" una transliteración del mongol, que significa "tío". Debido a que el líder tribal es descendiente del medio hermano de Gengis Kan.

## Administración
Desde julio de 2020, la bandera Abag se divide en 7 pueblos que se administran en 3 poblados y 4 sumus.